# Вали Вју (округ Јорк, Пенсилванија)
Вали Вју (енгл. Valley View, York County) насељено је место без административног статуса у америчкој савезној држави Пенсилванија.

## Демографија
По попису из 2010. године број становника је 2.817, што је 74 (2,7%) становника више него 2000. године.
| Група             | 2000.         | 2010.         |
| Белци             | 2.635 (96,1%) | 2.531 (89,8%) |
| Афроамериканци    | 46 (1,7%)     | 92 (3,3%)     |
| Азијати           | 21 (0,8%)     | 45 (1,6%)     |
| Хиспаноамериканци | 25 (0,9%)     | 105 (3,7%)    |
| Укупно            | 2.743         | 2.817         |